# Mimzy, le messager du futur
Pour plus de détails, voir Fiche technique et Distribution.
Mimzy, le messager du futur ou La Dernière Mimzy au Québec (The Last Mimzy) est un film américain réalisé par Robert Shaye, sorti en 2007.

## Synopsis
Un frère et une sœur découvrent une mystérieuse boîte contenant des objets : des roches, un lapin en peluche et une étrange plaque verte phosphorescente. Emma se lie d'amitié avec le lapin du nom de Mimzy. Mais ce petit animal n'est pas venu du futur sans raison et Noah et sa petite sœur devront agir pour sauver le cours des choses...

## Fiche technique
- Titre : Mimzy, le messager du futur
- Titre québécois : La Dernière Mimzy
- Titre original : The Last Mimzy
- Réalisation : Robert Shaye
- Scénario : Bruce Joel Rubin, Toby Emmerich, James V. Hart et Carol Skilken, d'après la nouvelle de science-fiction Tout smouales étaient les Borogoves (Mimsy Were the Borogoves) de Lewis Padgett
- Production : Michael Phillips
  - Producteur délégué : Justis Greene, Sara Risher et Robert Shaye
- Société de production : New Line Cinema, Eyetronics USA, Michael Phillips Productions
- Société de distribution : New Line Cinema, Metropolitan Filmexport
- Musique : Howard Shore, Roger Waters
- Photographie : J. Michael Muro
- Montage : Alan Heim
- Décors : Barry Chusid
- Costumes : Karen L. Matthews
- Pays :  États-Unis
- Lieux de tournage : 
  - Roberts Creek et Vancouver, Canada
  - Seattle, États-Unis
- Genre : Aventure, drame et science-fiction
- Durée : 92 minutes
- Format : Couleur - Son : Dolby Digital, DTS, SDDS - 2,35:1 - Format 35 mm
- Budget :
- Dates de sortie : 
  - États-Unis : janvier 2007 (Festival du film de Sundance)
  - États-Unis, Canada : 23 mars 2007
  - France : 25 avril 2007
  - Belgique : 16 mai 2007

## Distribution
- Chris O'Neil (pt) (VQ : François-Nicolas Dolan et VF : Simon Darchis) : Noah Wilder
- Rhiannon Leigh Wryn (VF : Rebecca Benhamour et VQ : Ludivine Reding) : Emma Wilder
- Joely Richardson (VF : Déborah Perret et VQ : Nathalie Coupal) : Jo Wilder
- Timothy Hutton (VF : Renaud Marx et VQ : Daniel Picard) : David Wilder
- Rainn Wilson (VF : Daniel Lafourcade et VQ : Patrick Dolan) : Larry White
- Kathryn Hahn (VF : Brigitte Aubry et VQ : Marie-Andrée Corneille) : Naomi Schwartz
- Michael Clarke Duncan (VQ : Pierre Therrien) : Nathanial Broadman
- Kirsten Williamson (en) (VQ : Fanny Weilbrenner) : Sheila Broadman
- Marc Musso (it) (VQ : Léo Caron) : Harry Jones
- Megan McKinnon (en) : Wendy
- Randi Lynne : Julie la Babysitter
- Tom Heaton : Norander